# Maceo

Bandeira de Maceo.

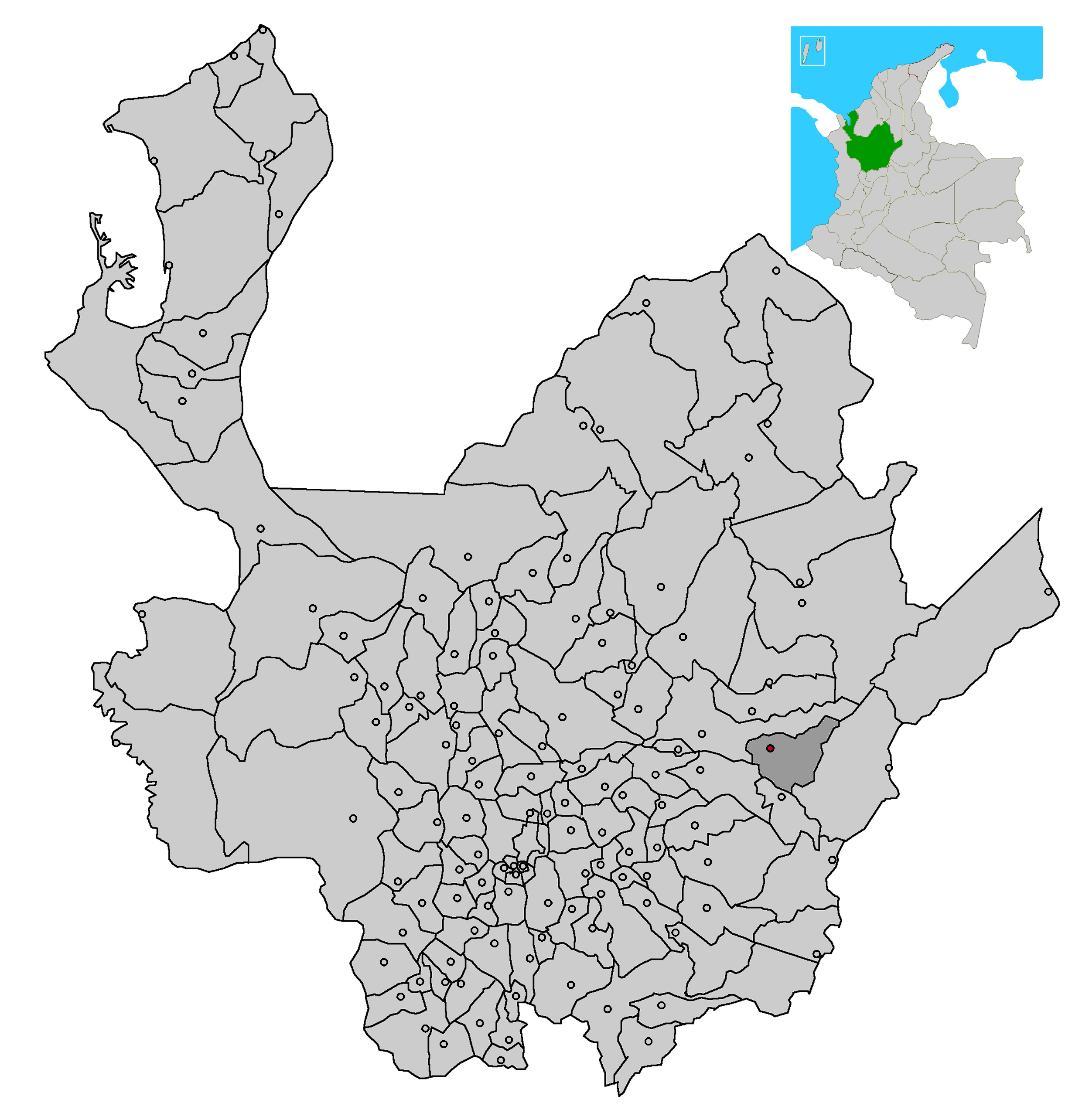
Localização de Maceo, no departamento de Antioquia.

Maceo é uma cidade e município da Colômbia, no departamento de Antioquia.
Recebeu seu nome em homenagem a Antonio Maceo, líder cubano da Independência de Cuba, conhecido pela alcunha de "Titã de Bronze". Apresenta uma superfície de 431 quilômetros quadrados e sua população é formada por 8376 habitantes, segundo o censo de 2002.